# Rivellia neotera
Rivellia neotera är en tvåvingeart som beskrevs av Speiser 1915. Rivellia neotera ingår i släktet Rivellia och familjen bredmunsflugor. Inga underarter finns listade i Catalogue of Life.